# Cyclosa picchu
Cyclosa picchu är en spindelart som beskrevs av Levi 1999. Cyclosa picchu ingår i släktet Cyclosa och familjen hjulspindlar.
Artens utbredningsområde är Peru. Inga underarter finns listade i Catalogue of Life.